# Marie-Charlotte Gastaud
Marie-Charlotte Gastaud (* 30. November 1999) ist eine monegassische Leichtathletin, die sich auf den Sprint spezialisiert hat und auch im Hürdenlauf an den Start geht. Aktuell (Stand 1. Oktober 2024) ist sie Inhaberin des Landesrekordes über 400 m Hürden.

## Sportliche Laufbahn
Erste Erfahrungen bei internationalen Meisterschaften sammelte Marie-Charlotte Gastaud beim Europäischen Olympischen Jugendfestival 2015 in Tiflis, bei dem sie mit 13,67 s in der ersten Runde im 100-Meter-Lauf ausschied. Im Jahr darauf kam sie bei den Jugendeuropameisterschaften ebendort mit 13,64 s nicht über den Vorlauf hinaus und 2017 schied sie bei den U20-Europameisterschaften in Grosseto mit 13,68 s in der Vorrunde aus. Anschließend startete sie bei den Weltmeisterschaften in London und schied auch dort mit 13,52 s in der Vorrunde aus. Im Jahr darauf schied sie bei den U20-Weltmeisterschaften in Tampere mit 13,31 s im Vorlauf aus und anschließend schied sie bei den Europameisterschaften in Berlin mit 13,59 s in der ersten Runde aus. 2019 belegte sie bei den Spielen der kleinen Staaten von Europa (GSSE) in Bar in 1:11,55 min den achten Platz im 400-Meter-Hürdenlauf und 2021 schied sie bei den U23-Europameisterschaften in Tallinn mit 1:04,94 min im Vorlauf aus. Im Jahr darauf verpasste sie bei den Mittelmeerspielen in Oran mit 1:04,34 min den Finaleinzug und 2023 belegte sie bei den GSSE in Marsa in 1:02,02 min den vierten Platz im Hürdenlauf und gelangte auch mit der monegassischen 4-mal-400-Meter-Staffel mit 3:52,33 min auf Rang vier. Im Jahr darauf schied sie bei den Hallenweltmeisterschaften in Glasgow mit 7,95 s in der ersten Runde im 60-Meter-Lauf aus und im Juni schied sie bei den Europameisterschaften in Rom mit 12,52 s im Vorlauf über 100 Meter aus. Dank einer Wildcard nahm sie im August über 100 Meter an den Olympischen Sommerspielen in Paris teil und schied dort mit 12,41 s in der Vorausscheidungsrunde aus. 

## Persönliche Bestleistungen
- 100 Meter: 12,41 s (+0,2 m/s), 2. August 2024 in Paris
  - 60 Meter (Halle): 7,91 s, 3. Februar 2024 in Miramas
- 400 m Hürden: 1:00,51 min, 5. Juli 2024 in Cannes (monegassischer Rekord)